# Кетер
Кетер (ивр. כתר‎; лат.  транскрипция  Keter Eljon; «корона») — в каббале первая из 10 эманаций мироздания (сфирот), которой соответствует состояние не-двойственности, недуальности, первым рождающееся из Эйн Соф (ивр. אין סוף‎, «Бесконечный»), включающая в себя активное (мужское) и пассивное (женское) начала.
Согласно испанскому каббалисту XVI века Меиру ибн Габбай, даже эта первая сефира не может быть предметом понимания или представления; она совечна с «Эйн Соф», хотя и является только эманацией последнего; она есть то, что в Писании называется «Его именем» (Прит. 18:10 и целый ряд других мест). Посредством неё другие сефирот эманировали из Бога.